# Низамов, Хамид
Хамид Низамов (узб. Khamid Nizamov: 15 августа 1987) — узбекский профессиональный бодибилдер и Актёр мастер спорта Узбекистана по бодибилдингу. В 2016 году под руководством Хамида Низамова была создана Федерация бодибилдинга Бухарской области, действующим президентом которой он является .

## Биография
Хамид Низамов родился 15 августа 1987 года в городе Гиждуван Бухарской области. Профессиональную карьеру в бодибилдинге начал в 2010 году. В 2013 году окончил Ташкентский государственный экономический университет. Его лучший результат как бодибилдера - 14 место на чемпионате мира WBPF, 1 место на чемпионатах Центральной Азии и Казахстана, дважды 1 место на открытом чемпионате Узбекистана. Спортсмен женат, воспитывает 4 детей.

## Антропометрические данные
- Pост — 173 cm
- Вес в межсезонье — 92–95 kg
- Вес конкурса — 80–85 kg
- Бицепс — 49–51 cm
- Грудь — 112–115 cm
- Плечи — 145–150 cm
- Бедра — 105–110 cm
- Талия  — 80–85 cm

## Список соревнований
| Год  | Соревнование                        | Результат                                    |
| ---- | ----------------------------------- | -------------------------------------------- |
| 2011 | Открытый чемпионат Узбекистана      | 1-й                                          |
| 2012 | IFBB Чемпионат Азии                 | 5-й                                          |
| 2014 | Чемпионат мира WBPF                 | 14-е                                         |
| 2014 | Открытый чемпионат Узбекистана      | 1-й                                          |
| 2014 | Чемпионат Средней Азии и Казахстана | 1-й, 2-е место по атлетическому телосложению |
| 2015 | Чемпионат Средней Азии и Казахстана | 1-й                                          |
| 2015 | Кубок Ташкента                      | 2-й                                          |
| 2016 | Чемпионат Средней Азии и Казахстана | 3-й                                          |
| 2016 | Кубок Ташкента                      | 4-й, 1-й место до 80 кг среди мужчин         |

## Фильмография
- 2019  «Снайпер».
- 2020  «Любовные игры» — Саид[16][17]
- 2022 «В след за Любовью» — Хамза